# Eugène Billaud
Pour les articles homonymes, voir Billaud.
Eugène Billaud, né le 13 décembre 1888 à Vizille et mort le 28 février 1964 à Nice, est un peintre orientaliste français.

## Biographie
Fils de Pierre Billaud, maçon, et de Zoé Perret, ménagère, Eugène Billaud étudie à l'école de dessin de Grenoble et à l'école des Beaux-Arts de Lyon de 1908 à 1913. En 1911, il reçoit d'ailleurs le prix du Ministre de l'école de dessin de Grenoble. Il fréquente ensuite l'académie de la Grande Chaumière et l'Académie Colarossi à Paris.
De 1934 à 1936, il effectue un voyage dans le sud de l'Algérie, en Suisse en 1938, dans le sud de l'Angleterre en 1939, en Espagne en 1947, et se retire à Nice à partir de 1957, alors âgé de 68 ans. Son atelier est dispersé aux enchères en novembre 1999 par Maître Torossian à Grenoble.
Il expose au Salon tunisien de 1922 à 1954. En 1953, il est sélectionné, avec quatre autres peintres, pour représenter la Tunisie à la Biennale de Menton.

## Œuvre
Il peint principalement des peintures orientalistes à l'huile, des paysages urbains et des scènes de genre, mais également des natures mortes et des compositions florales postimpressionnistes.
Pour Le Petit Matin, la centaine de tableaux exposés dans leur hall ont une « vibration spéciale », les fruits de ses natures mortes sont « habilement traités » et on voit dans ses portraits « des qualités d'expression », ses aquarelles ont de la vigueur et des couleurs harmonieuses. Pour Le Petit Dauphinois, Billaud présente un ensemble « agréable et subtil » à la galerie Frappat en 1938, il traduit avec distinction la « palpitation lumineuse et délicate [des] terres méditerranéennes ».

## Expositions
- 1928 : Salon des artistes français, Paris[2].
- 1928 : Hall du Petit Matin, Tunis[2].
- 1929 : Salle de la Dante Alighieri, Tunis[8].
- 1932 : Salle de la Dante Alighieri, Tunis.
- 1935 : Salle de l'Automobile-Club, Tunis.
- 1935 : Exposition artistique de l'Afrique française, musée des Arts décoratifs[9].
- 1935 : Salon de la France d'outre-mer, Grand Palais[10].
- 1938 : Galerie Frappat, Grenoble[4].
- 1938 : Galerie de la Gaieté, Tunis.
- 1944 : Galerie de l'Art Français, Tunis.
- 1945 : Galerie 41, Tunis.
- 1946 : Galerie Canto-Durieux, Tunis.
- 1946 : Groupe Arte « Alliance Française », Tunis.
- 1950 : Arts tunisiens, Paris[4].
- 1951 : Hall de la Presse, Tunis[11].
- 1954 : Hall du Lycée Classique, Sousse (Tunisie).
- 1955 : Salon d'été, La Goulette (Tunisie).
- 1956 : Groupe Arte « Alliance Française », Tunis.
- 1958-1962 : Salon Violet, Nice.
- 1968 : Salon Sud (rétrospective), Issy-les-Moulineaux[2].